# Defence of consent
Als defence of consent (engl. ‚Einrede der Einwilligung‘) bezeichnet man im Strafrecht von England und Wales eine defence (Verteidigungseinrede). Es handelt sich nicht um eine defence im strengen Sinne: Regelmäßig muss die prosecution nämlich die Abwesenheit der Einwilligung nachweisen, nicht der defendant die Einwilligung: Vergewaltigung mit Einwilligung ist keine Vergewaltigung, ein Kuss mit Einwilligung ist kein assault. Das Recht erlaubt jedoch nicht die Einwilligung in jede Straftat: Dies gilt besonders in Fällen von manslaughter und Mord. In welchen Fällen dies im Einzelnen der Fall ist, gehört zu den umstrittensten und unklarsten des englischen Strafrechts.